# ثميلة متوجة
ثَمِيْلَة مُتَوَّجَة (الاسم العلمي Platylophus galericulatus)، نوع طير من الجواثم وجنس الثميلة وفصيلة الغرابيات. موطنها بروناي وماليزيا وإندونيسيا وتايلاند وبورما. ملجنها الحياتي جماعي. أفواجها تعد من 10 إلى 20 زوجًا. قوتها الحشرات والدويبات والثمار. أجسامها شبيهة بالزرياب. رؤوسها متوجة بقنازع ضمية الشكل. أذنابها مقطومة الأطراف. تدثن في الأشجار الرفيعة الوارفة. إناثها تضع من 2 إلى 4 بيضات تحضنها وحدها بينما الذكور تؤمن لها الغذاء.

## مصدر
- dos Anjos، Luiz (2007). "Family Corvidae (Crows)". في del Hoyo، Josep؛ Elliott، Andrew؛ Christie، David (المحررون). دليل طيور العالم. Barcelona: Lynx Editions. ج. 9. Bush-shrikes to Old World Sparrows.